# Johnny Marr
Johnny Marr, eg. John Martin Maher, född 31 oktober 1963 i Manchester, är en brittisk musiker som spelade gitarr i det legendariska bandet The Smiths. Marr har efter The Smiths upplösning fortsatt att jobba med andra band.

## Karriär
Johnny Marr, då ännu Maher, startade sin karriär som fotbollsspelare, och Nottingham Forest FC blev intresserade av att värva honom, men Johnny Marr valde musikkarriären framför fotbollen. År 1986 gifte han sig med Angie Brown. 
Tillsammans med sångaren Steven Morrissey började Marr skriva låtar år 1982 (Morrissey skrev texterna medan Marr skrev musiken). Med Morrissey skapade han bandet The Smiths, Mike Joyce (trummor) och Dale Hibbert (basgitarr) värvades till bandet. Efter två gigs blev Hibbert ersatt av Maher's kompis Andy Rourke. Vid den tiden då Andy Rourke gick med i bandet, hade Morrissey droppat sitt första namn och Maher hade bytt namn till Marr, för att undvika förvirring med trummisen för buzzcocks som även han hette Maher. Johnny hade även fått en Gibson Les Paul specialbyggd med extra kort hals eftersom han har ovanligt korta armar.
Efter att The Smiths upphört (1987), började Marr spela gitarr i The The och han startade även bandet Electronic, tillsammans med New Order-, tidigare även Joy Division-sångaren/gitarristen/keyboardisten Bernard Sumner. Utöver detta var det många artister/band som ville göra samarbeten med honom, bland de han samarbetat med, ingår, Bryan Ferry, The Pretenders, Kirsty MacColl, Talking Heads, Black Grape, Billy Bragg, Pet Shop Boys, och Oasis.
Marr var medlem i bandet Modest Mouse 2006-2009. Numera ingår han i gruppen The Cribs.
Jobbade även med filmkompositören Hans Zimmer för musiken till filmen Inception.
2013 samarbetade han med Karl Bartos och gjorde låten Musica Ex Machina.

### Johnny Marr & The Healers
Se Johnny Marr & the Healers.

## Diskografi

### Album
Endast de band som Marr har varit regelbunden medlem i är med, hans medverkande med andra artister/band är omfattande.

### Med The Smiths
- The Smiths (1984)
- Hatful of Hollow (1984)
- Meat is Murder (1985)
- The Queen is Dead (1986)
- The World Won't Listen (samlingsalbum, 1987)
- Louder Than Bombs (samlingsalbum, 1987)
- Strangeways, Here We Come (1987)
- Rank (live, 1988)
- Best...I (samlingsalbum, 1992)
- ...Best II (samlingsalbum, 1992)
- Singles (samlingsalbum, 1995)
- The Very Best of The Smiths (samlingsalbum, 2003)

### Med The The
- Mind Bomb (1989)
- Dusk (1992)

### Med Electronic
- Electronic (1991)
- Raise the Pressure (1996)
- Twisted Tenderness (1999)

### Med Johnny Marr and The Healers
- Boomslang (2003)

### Med Modest Mouse
- We Were Dead Before the Ship Even Sank (2007)

### Med The Cribs
- Ignore the Ignorant (2009)